# Karim Wazzi
Karim Wazzi född 2 december 1988 är en svensk basketspelare från Södertälje Kings (Södertälje BBK) som säsongen 2011/12 spelade i Nässjö.
Med sina 167 cm var Karim Wazzi den kortaste spelaren i Svenska basketligan 2010/11.